# Макатуба
Макатуба (порт. Macatuba) — муниципалитет в Бразилии, входит в штат Сан-Паулу. Составная часть мезорегиона Бауру. Входит в экономико-статистический микрорегион Жау. Население составляет 17 440 человек на 2006 год. Занимает площадь 226,182 км². Плотность населения — 77,1 чел./км².
Праздник города — 13 июня.

## История
Город основан 13 июня 1900 года.

## Статистика
- Валовой внутренний продукт на 2003 составляет 266 039 099,00 реалов (данные: Бразильский институт географии и статистики).
- Валовой внутренний продукт на душу населения на 2003 составляет 15 962,98 реала (данные: Бразильский институт географии и статистики).
- Индекс развития человеческого потенциала на 2000 составляет 0,777 (данные: Программа развития ООН).